# Roy Wier

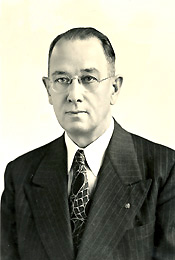
Roy Wier

Roy William Wier (* 25. Februar 1888 in Redfield, Spink County, South Dakota; † 27. Juni 1963 in Seattle, Washington) war ein US-amerikanischer Politiker. Zwischen 1949 und 1961 vertrat er den Bundesstaat Minnesota im US-Repräsentantenhaus.

## Werdegang
Im Jahr 1896 kam Roy Wier mit seinen Eltern nach Minneapolis in Minnesota. Dort besuchte er die öffentlichen Schulen einschließlich der North High School. Danach arbeitete er als Telefontechniker und Elektriker. Später wurde er Bühnenbeleuchter. Während des Ersten Weltkrieges diente er 18 Monate lang als Soldat der US Army. Dabei wurde er auf dem europäischen Kriegsschauplatz eingesetzt.
Seit 1920 unterstützte er aktiv die Gewerkschaftsbewegung in Minneapolis. Politisch schloss er sich der Farmer-Labor-Party an, die im Jahr 1944 mit der Demokratischen Partei fusionierte und sich bis heute in Minnesota Democratic-Farmer-Labor Party nennt. Von 1933 bis 1939 war Wier Abgeordneter im Repräsentantenhaus von Minnesota; von 1939 bis 1948 gehörte er dem Bildungsausschuss dieses Staates an. Außerdem war er Vorstandsmitglied des Roten Kreuzes im Hennepin County.
Bei den Kongresswahlen des Jahres 1948 wurde Wier im dritten Wahlbezirk von Minnesota in das US-Repräsentantenhaus in Washington, D.C. gewählt. Dort trat er am 3. Januar 1949 die Nachfolge von George MacKinnon an. Nach fünf Wiederwahlen konnte er bis zum 3. Januar 1961 sechs zusammenhängende Legislaturperioden im Kongress absolvieren. In diese Zeit fielen der Koreakrieg und der Beginn des Kalten Krieges. Innenpolitisch wurde diese Zeit von den Diskussionen um die Bürgerrechtsbewegung bestimmt. Im Jahr 1951 wurde der 22. Verfassungszusatz verabschiedet, der die Amtsdauer des Präsidenten auf zwei Wahlperioden festlegte.
Bei den Wahlen des Jahres 1960 unterlag Roy Wier dem Republikaner Clark MacGregor. Im Mai 1962 zog er von Minneapolis nach Edmonds im Staat Washington. Er starb am 27. Juni 1963 in Seattle.